# 博克斯貝格山
47°21′39″N 9°45′27″E / 47.36070778°N 9.75736890°E

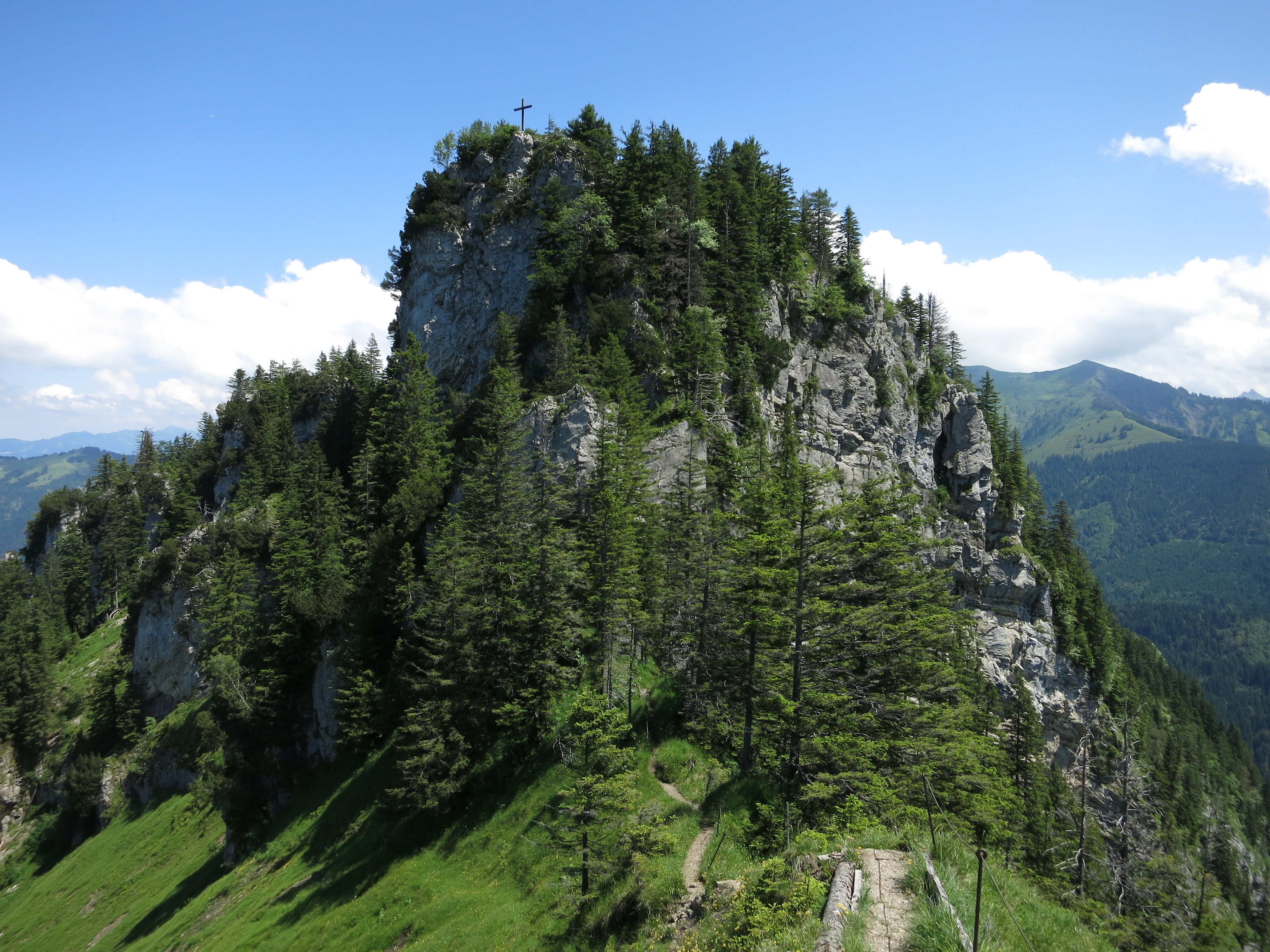

博克斯貝格山（德語：Bocksberg），是奧地利的山峰，位於該國西部，由福拉爾貝格州負責管轄，屬於布雷根茨森林山脈的一部分，距離舍訥曼山1.4公里，海拔高度1,461米。